# Güsen
Güsen is een plaats en voormalige gemeente in de Duitse deelstaat Saksen-Anhalt, en maakt deel uit van de Landkreis Jerichower Land.
Güsen telt 2.000 inwoners.

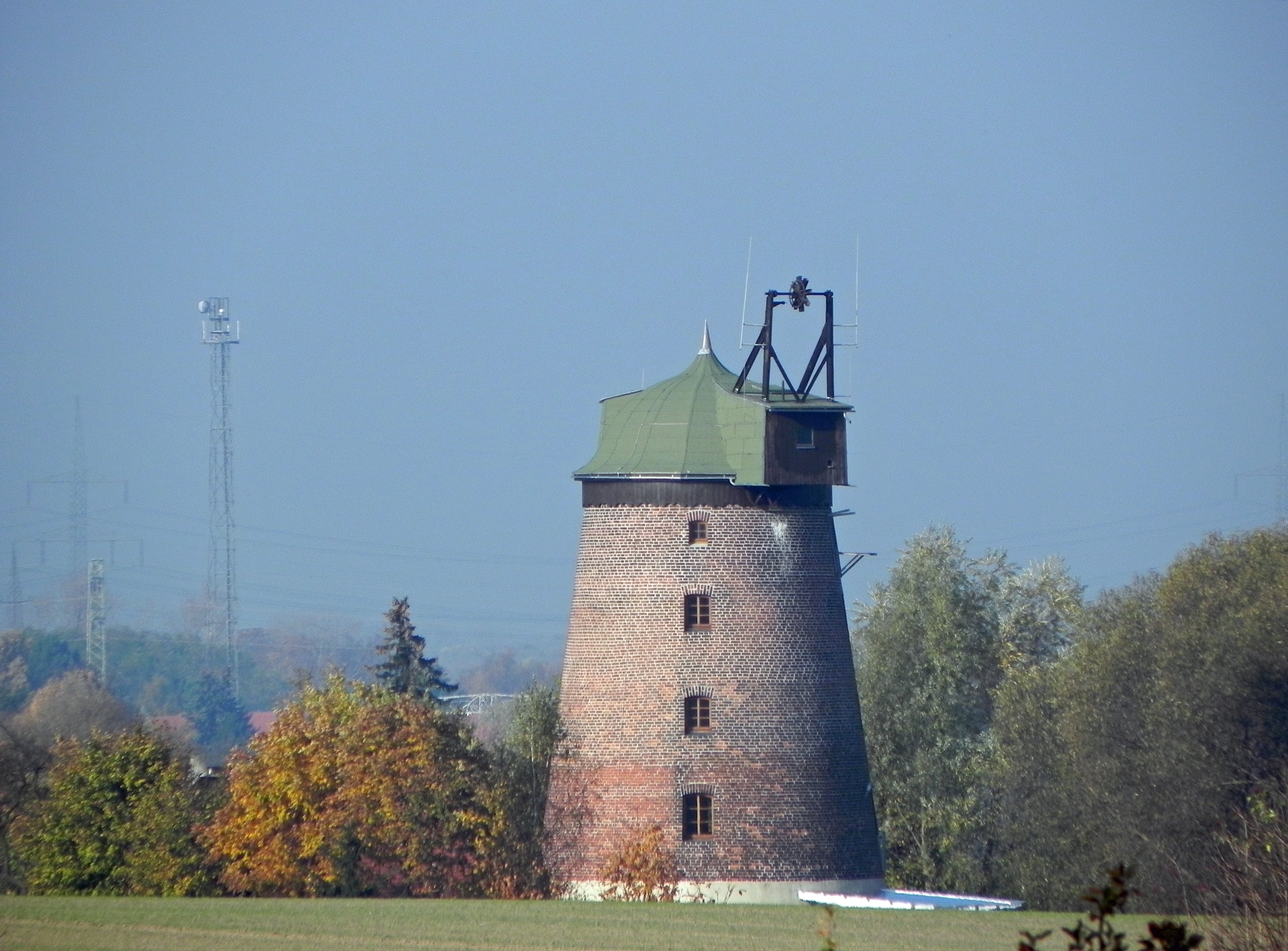
Voormalige windmolen
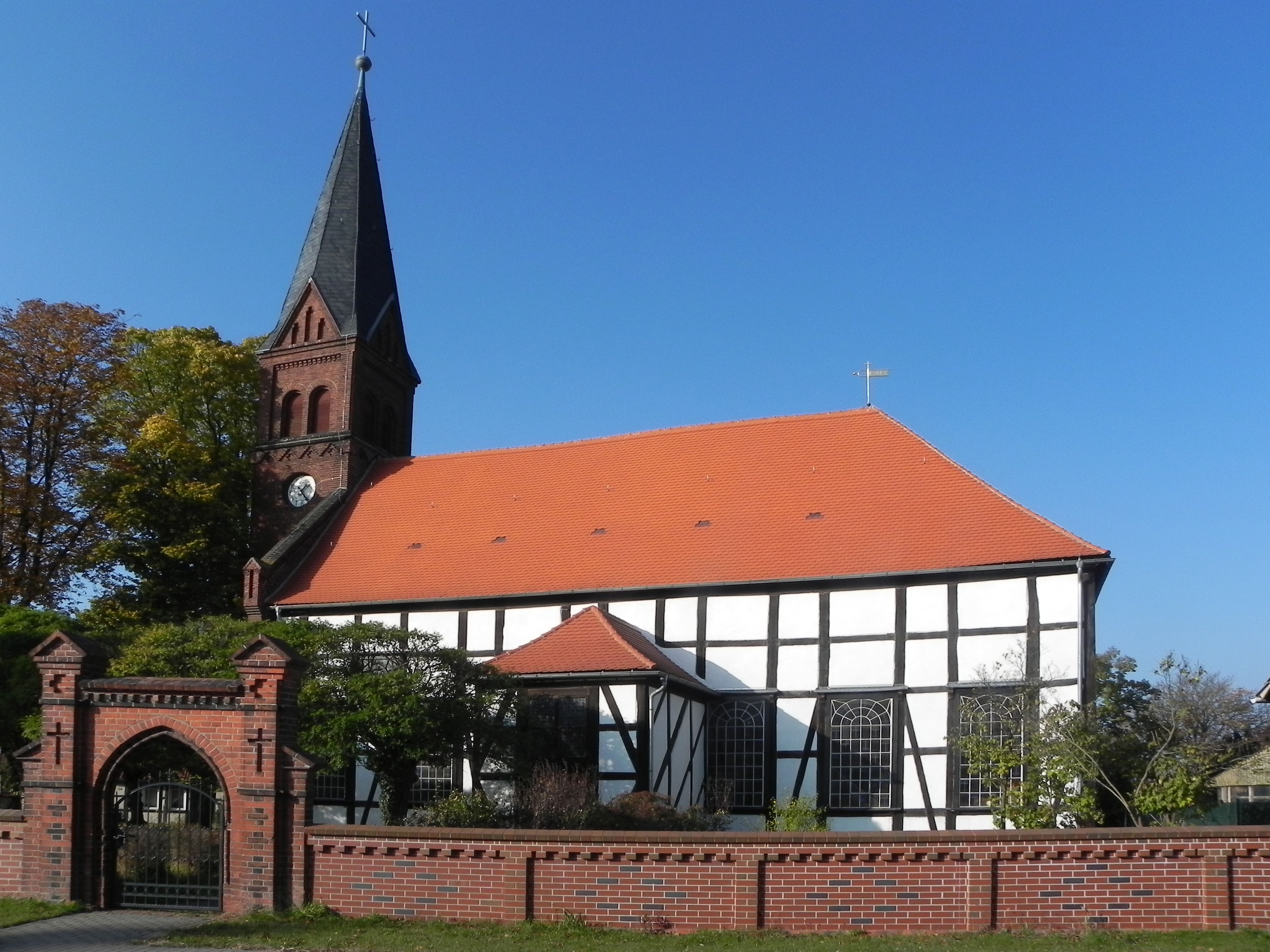
Lutherse kerk